# Hallandale Beach
Hallandale Beach è un comune degli Stati Uniti d'America situato nella parte meridionale della Contea di Broward dello Stato della Florida.
Secondo le previsioni del 2011, la città ha una popolazione di 37.113 abitanti su una superficie di 11,80 km².

## Storia
Hallandale Beach, come gran parte della Contea di Broward, non aveva una popolazione permanente di ascendenza europea fino alla fine del XIX secolo. Gli indiani Seminole, in insediamenti che si trovavano nell'entroterra della riva dell'Atlantico, cacciavano nella zona e raccoglievano radici di zamia pumila per produrre amido arrowroot. Il magnate delle ferrovie Henry Flagler, proprietario della Ferrovia della Costa Orientale della Florida, reclutò Luther Halland, un cognato degli agenti di Flagler, per trovare un insediamento a sud della comunità di Dania Beach. Halland e l'emigrato svedese Olaf Zetterlund pubblicizzarono il clima privo di gelo e la terra a buon mercato per gli insediamenti (allora chiamata Halland, mutata successivamente in Hallandale) costruirono un piccolo centro per il commercio e divenne il primo direttore di un ufficio postale della piccola comunità.
Verso il 1900, la comunità era lentamente cresciuta ad una dozzina di famiglie, sette svedesi, tre inglesi e due di discendenza africana. Nel 1904 fu costruita la prima scuola e due anni dopo venne la prima chiesa. Hallandale era principalmente una comunità agricola; la spiaggia non era sviluppata ed era utilizzata dai residenti solo a scopo di divertimento.
Hallandale ebbe la dignità di "comune" l'11 maggio 1927, l'ottava municipalità nella Contea di Broward. A quel tempo, era una comunità in espansione di 1500 residenti, con elettricità e illuminazione stradale. Nel 1947, Hallandale fu reincorporata come Città di Hallandale, con l'autorizzazione a espandere i propri confini mediante l'annessione delle aree vicine non incorporate e adiacenti alla riva dell'Atlantico. Il 27 agosto 1999, la città mutò ufficialmente il proprio nome in Hallandale Beach.
L'uragano Katrina (agosto 2005) toccò terra inizialmente tra Hallandale Beach e Aventura in Florida.
L'Uragano Irma (settembre 2017) avrebbe dovuto originariamente dirigersi sulla destra attraverso Hallandale Beach, invece di toccare terra a Key West e una volta ancora a Naples.